# Oberlandesgericht Marienwerder
Das Oberlandesgericht Marienwerder war ein von 1879 bis 1943 bestehendes deutsches Oberlandesgericht mit Sitz in Marienwerder.

## Geschichte

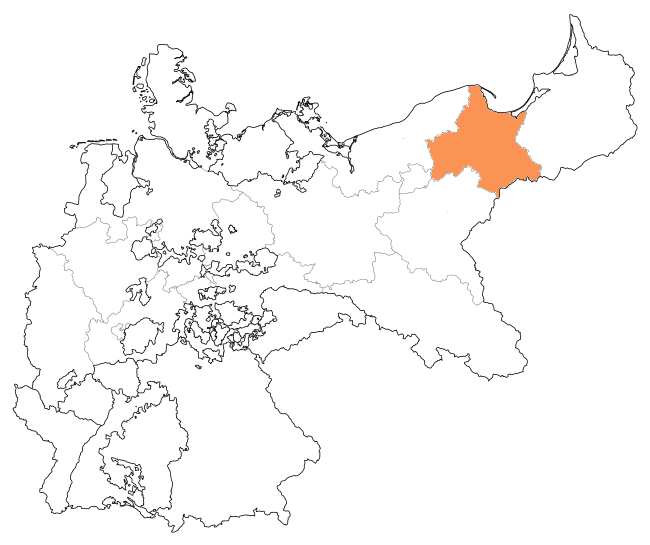
Oberlandesgerichtsbezirk 1879–1919 in orange

### Kaiserreich
Marienwerder war seit 1772 Sitz von Gerichten zweiter Instanz. Im Jahre 1772 entstand das Ober-Hof- und Landesgericht Marienwerder, welches im Folgejahr in Westpreußische Regierung umbenannt wurde. Ab 1808 war es ein Oberlandesgericht, hier das Oberlandesgericht Marienwerder. Ab 1849 gab es in Preußen einheitlich Appellationsgerichte, hier das Appellationsgericht Marienwerder.
Im Rahmen der Reichsjustizgesetze wurden die bisherigen Gerichte aufgehoben und mit Wirkung zum 1. Oktober 1879 das „Oberlandesgericht Marienwerder“ gebildet. Es war nun eines von 13 Oberlandesgerichten in Preußen. Der Sitz des Gerichts war Marienwerder. Der Oberlandesgerichtsbezirk war deckungsgleich mit der Provinz Westpreußen unter Ausschluss des zum Landgericht Schneidemühl (Oberlandesgericht Posen) gehörigen Kreises Deutsch-Krone mit einer Fläche von insgesamt rund 23.360 km2 und einer Einwohnerzahl im Jahr 1890 von 1.367.974. Der Bezirk bestand zu Anfang aus fünf Landgerichten mit 40 Amtsgerichten.
Dies waren das Landgericht Conitz, Landgericht Danzig, Landgericht Elbing, Landgericht Graudenz und Landgericht Thorn.

### Republik

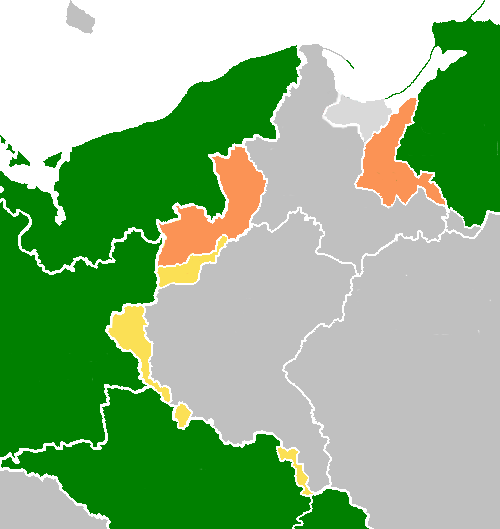
Oberlandesgerichtsbezirk 1919–1938/42; neue Gebiete in Gelb

Im Jahre 1919 wurde die Provinz Westpreußen großteils an das neugegründete Polen abgetreten. Danzig (und damit auch der Bezirk des Landgerichts Danzig) wurde als Freie Stadt Danzig aus dem Reichsverband ausgegliedert. Östlich und westlich des Polnischen Korridors verblieben Reste beim Reich. Das Oberlandesgericht Marienwerder wurde nicht aufgelöst und bekam aus dem aufgelösten Oberlandesgerichtsbezirk Posen die dem Deutschen Reich verbliebenen Landgerichte Meseritz und Schneidemühl. Problematisch war, dass die Landgerichte Meseritz und Schneidemühl im westlichen Teil, das Landgericht Elbing im östlichen Teil lag und der Gerichtspräsident auf Dienstreisen ausländisches Territorium durchqueren musste. Noch dazu war es mit seinen drei Landgerichtsbezirken reichsweit einer der kleinsten Oberlandesgerichtsbezirke und stand daher immer zur Disposition.

### NS-Zeit
Im Jahre 1933 trat Präsident Arthur Ehrhardt auf eigenen Wunsch in den Ruhestand; ihm folgte Max Karge auf Grund einer Entscheidung des preußischen Justizministers Hanns Kerrl. Bei der Neubesetzung der vakanten Präsidentenstelle fragte Reichsjustizminister Franz Gürtner bei Hitler im Februar 1937 an, ob das Gericht aufzulösen sei. Im März 1937 ordnete Hitler der Fortbestand des Oberlandesgerichts Marienwerder an, da er wie die Regierungen vor ihm mit der Wiederbesetzung des Korridors rechnete.
Im Jahre 1938 wurde das Amtsgericht Fraustadt in den Oberlandesgerichtsbezirk Breslau eingegliedert.
Im selben Jahr war es Juden im Gerichtsbezirk nicht mehr möglich, sich bei Anwaltszwang gerichtlich vertreten zu lassen, da „arische“ Anwälte solche Mandate ablehnten. Mit Ausbruch des Zweiten Weltkriegs wurde das Oberlandesgericht Danzig geschaffen, dem die früheren Landgerichtsbezirke Marienwerders zugeordnet wurden. 1942 wurde das Oberlandesgericht endgültig zum 1. Januar 1943 aufgelöst. Der Gerichtsbezirk wurde auf die Bezirke des Kammergerichts und der Oberlandesgerichte Breslau, Danzig, Posen und Stettin aufgeteilt. Zeitgleich wurde das Landgericht Marienwerder eingerichtet.

## Persönlichkeiten

### Präsidenten des Oberlandesgerichts
(Quelle: )
- 1879–1892: Heinrich Otto Wilhelm Eltester (1819–1892)
- 1894–1896: Oskar Korsch (1831–1896)
- 1897–1900: Oscar Küntzel (1834–1914)
- 1901–1906: Otto Hassenstein (1837–1915)
- (1909)-1911: Fromme
- 1911–1916: Adolph v. Staff (1854–1936)
- 1917–1921: Karl Rasch (1854–1931)
- 1922–1923: Georg Buß (1927 beim OLG Kiel pensioniert)
- 1924–1932: Arthur Ehrhardt (* 1869)
- 1933–1936: Max Karge (1877–1936)
- 1937–9999: Max Draeger (1885–1945)
- 1937–1943: Fritz Szelinski (1881–1945)

### Bekannte Richter
- Christian Karl Leman (1827–1842)
- Georg Hirschberg (Oberlandesgerichtsrat 1918 bis 1923)

## Baugeschichte

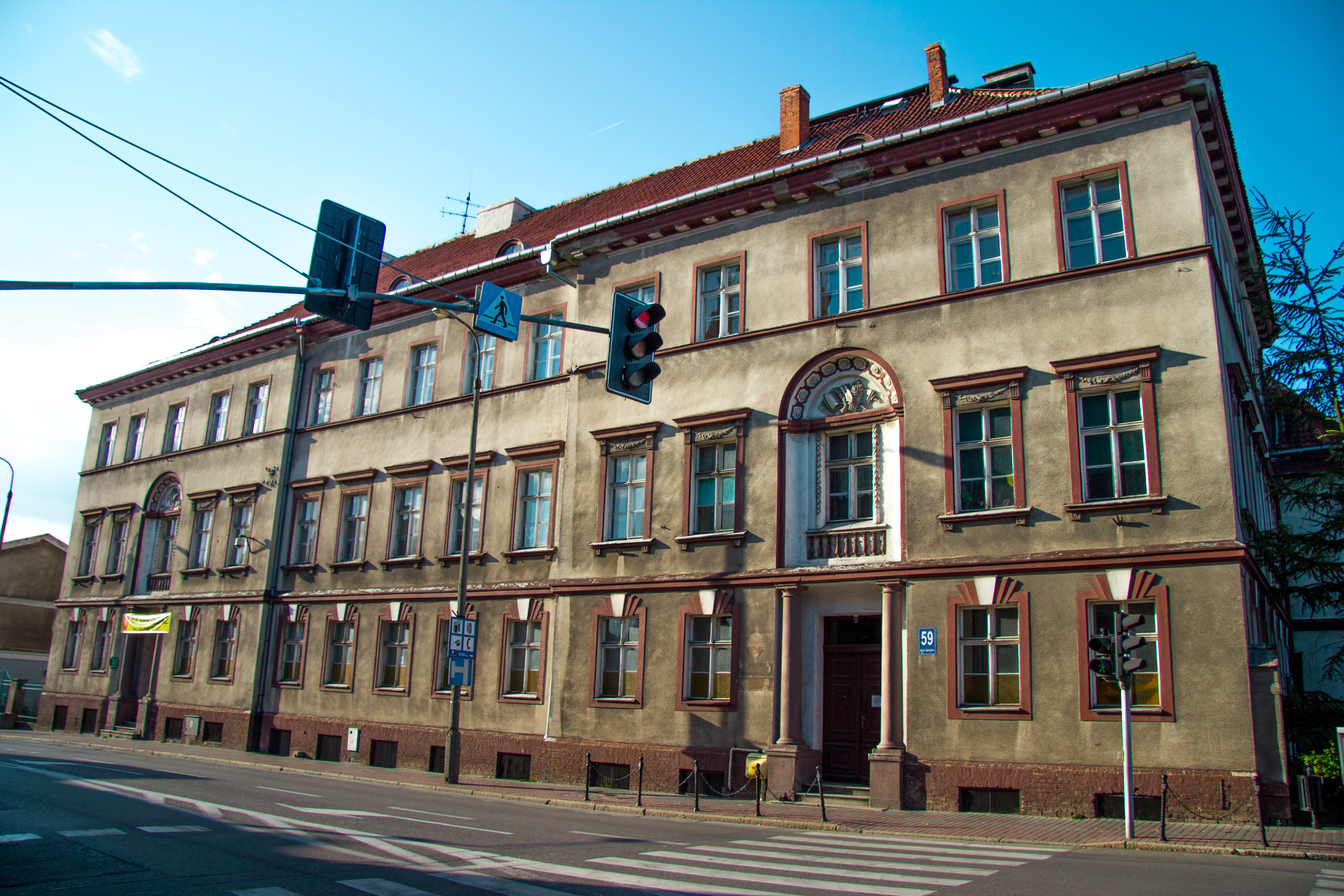
Oberlandesgerichtsgebäude, Marienburger Str. 24, heute ul. Braterstwa Narodów 59

Das „Justiz-Collegienhaus“ ist ein zweigeschossiges, rechteckiges Gebäude mit einem Walmdach. Das Gebäude wurde erbaut 1798–1800 von David Gilly aus den Ziegeln, die beim Abriss des Ost- und Südflügel des Domkapitelschlosses gewonnen wurden. Dort war das Gericht vorher untergebracht. Eröffnet wurde es nach zweijähriger Bauzeit am 18. Januar 1801. Bis 1945 gab es die Inschrift „Jedem Gerechtigkeit“, ein Hinweis auf die Worte des preußischen Königs Friedrich II. bei der Errichtung des Gerichts 1772. Heute ist im gut erhaltenen Gebäude ein Zentrum für Bildungsforschung.